# Nicolae Dică
Nicolae Marius Dică, född den 9 maj 1980 i Pitești, Argeș i Rumänien, är en rumänsk före detta fotbollsspelare (offensiv mittfältare) som avslutade sin karriär i Liga I-klubben Viitorul Constanța.